# Cariforum
Het Cariforum (CARIFORUM, Caribisch Forum) is een subgroep van de ACS-staten, een groep van staten in Afrika, het Caribisch gebied en Oceanië. Het forum is de basis voor de economische dialoog met de Europese Unie. Het Cariforum werd in 1992 opgericht.
Tot de leden behoren de 15 staten van de Caricom (Caraïbische Gemeenschap) met daarbij de Dominicaanse Republiek. In 2008 ondertekenden zij een economisch partnerschapsakkoord met de Europese Unie dat in 2013 in werking trad. Guyana en Haïti hadden hier bedenkingen bij en waren niet aanwezig bij de ondertekeningsceremonie. De spanningen binnen het Cariforum namen toe vanwege kwesties rond handel en immigratie. Daarbij uitte de Dominicaanse Republiek, met de grootste economie, bedenkingen over de huidige structuur.

## Landenlijst
| Landnamen                    | ISO Alpha-2-code | Opmerking                          |
| ---------------------------- | ---------------- | ---------------------------------- |
| Antigua en Barbuda           | AG               |                                    |
| Bahamas                      | BS               |                                    |
| Barbados                     | BB               |                                    |
| Belize                       | BZ               |                                    |
| Dominica                     | DM               |                                    |
| Dominicaanse Republiek       | DO               |                                    |
| Grenada                      | GD               | inclusief de Zuidelijke Grenadines |
| Guyana                       | GY               |                                    |
| Haïti                        | HT               |                                    |
| Jamaica                      | JM               |                                    |
| Saint Kitts en Nevis         | KN               |                                    |
| Sint Lucia                   | LC               |                                    |
| St. Vincent en de Grenadines | VC               |                                    |
| Suriname                     | SR               |                                    |
| Trinidad en Tobago           | TT               |                                    |